# Chiave per bussole

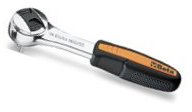
Una chiave a cricchetto per bussole

La chiave per bussole è un tipo di chiave usata per ruotare le bussole ed è anche detta chiave a bussole intercambiabili.
Esempi di chiavi per bussole sono i cricchetti e le chiavi dinamometriche.

## Storia
Fu inventata da Jo Johnson, impiegato presso un'azienda di utensileria meccanica di Milwaukee, Wisconsin (USA). Egli costituì assieme al collega William Seidemann la Snap-on Wrench Company per commercializzare la sua invenzione ed ebbe notevole successo. Oggi l'azienda si chiama Snap-on Inc. ha sede a Kenosha, Wisconsin (USA) ed è fra le più importanti del settore manifatturiero americano di utensileria meccanica.

## Descrizione
Di solito ha forma di barra con impugnatura metallica o plastica alla cui estremità v'è l'attacco quadro ove s'innesta il corrispondente codolo della bussola. L'attacco è unificato nelle dimensioni di 1 pollice, 3/4", 1/2", 3/8", 1/4" e spesso dispone di una sferetta laterale a molla per trattenere la bussola.